# عزلة الربع الشرقي (الحديدة)

تعديل مصدري - تعديل

عزلة الربع الشرقي هي إحدى عزل مديرية الزهرة في محافظة الحديدة اليمنية ويبلغ تعداد سكانها 40080 نسمة حسب التعداد السكاني في اليمن لعام 2004.